# La Crescent
La Crescent is een plaats (city) in de Amerikaanse staat Minnesota, en valt bestuurlijk gezien onder Houston County en Winona County.

## Demografie
Bij de volkstelling in 2000 werd het aantal inwoners vastgesteld op 4923.
In 2006 is het aantal inwoners door het United States Census Bureau geschat op 5083, een stijging van 160 (3.3%).

## Geografie
Volgens het United States Census Bureau beslaat de plaats een oppervlakte van
8,7 km², waarvan 7,8 km² land en 0,9 km² water. La Crescent ligt op ongeveer 207 m boven zeeniveau.

## Plaatsen in de nabije omgeving
De onderstaande figuur toont nabijgelegen plaatsen in een straal van 12 km rond La Crescent.